# Petroica phoenicea
La petroica di fiamma (Petroica phoenicea Gould, 1840) è un uccello della famiglia dei Petroicidi originario dell'Australia sud-orientale.

## Tassonomia
La petroica di fiamma è stata descritta per la prima volta dai naturalisti francesi Jean René Constant Quoy e Joseph Paul Gaimard nel 1830 con il nome di Muscicapa chrysoptera. L'epiteto specifico, chrysoptera, deriva dal greco antico chrysos («dorata») e pteron («penna»).
Descrivendola nuovamente nel 1837, John Gould pose la petroica di fiamma all'interno del genere Petroica, battezzandola Petroica phoenicea, nome con il quale è nota tuttora. Stando così le cose, il nome datole da Quoy e Gaimard venne dichiarato un nomen oblitum. Il nome generico deriva dal greco antico petros («roccia») e oikos («casa»), e si riferisce all'abitudine di questo uccello di appollaiarsi sulle rocce. Anche l'epiteto specifico deriva dall'aggettivo greco antico phoinikos, cioè «rosso». Questa è una delle cinque specie dal petto di colore rosso o rosa note col nome comune di Red Robins («pettirossi rossi») per distinguerle dagli Yellow Robins («pettirossi gialli») del genere Eopsaltria. Sebbene questi animali debbano il loro nome a una certa somiglianza con il pettirosso europeo, non sono imparentati né con questo né con il pettirosso americano. I pettirossi australiani venivano posti in passato nella famiglia dei pigliamosche del Vecchio Mondo, i Muscicapidi, o in quella degli zufolatori, i Pachicefalidi, prima di essere classificati in una famiglia a parte, i Petroicidi, o Eopsaltridi. Gli studi sull'ibridazione del DNA condotti da Charles Sibley e Jon Ahlquist spinsero gli studiosi a classificare questo gruppo nel parvordine dei Corvida, che comprende molti Passeriformi tropicali e australiani, tra i quali i Pardalotidi, i Maluridi e i Melifagidi, oltre, ovviamente, ai Corvidi. Tuttavia, grazie a ricerche molecolari più recenti, è stato scoperto che i Petroicidi appartengono invece a uno dei rami più antichi dell'altro parvordine degli Oscini, i Passerida (o uccelli canori «avanzati»).
Della petroica di fiamma non vengono riconosciute sottospecie, e anche il grado di variabilità genetica non è chiaro. Si dice generalmente che i maschi adulti che si riproducono sul continente abbiano una colorazione più chiara rispetto ai loro conspecifici della Tasmania, e che le femmine abbiano un piumaggio più marroncino, ma tali differenze potrebbero anche essere dovute al logorio delle piume. Inoltre, è da ricordare che alcuni esemplari migrano attraverso lo stretto di Bass, ingarbugliando ancor di più la situazione. Gli esemplari continentali e quelli della Tasmania, comunque, presentano le stesse dimensioni. Gli ornitologi Richard Schodde e Ian Mason hanno ipotizzato che la scarsa qualità degli esemplari museali e le abitudini in parte migratorie hanno fatto sì che sottospecie distinte non possano essere individuate sulla base delle variazioni osservate all'interno della specie.
In passato questo volatile era chiamato «petroica dal petto di fiamma», nome poi abbreviato semplicemente in petroica di fiamma. In Australia la specie è chiamata anche Bank Robin («pettirosso ripario»), Redhead («testarossa») e (piuttosto inappropriatamente) Robin Redbreast («pettirosso pettorosso»).

## Descrizione

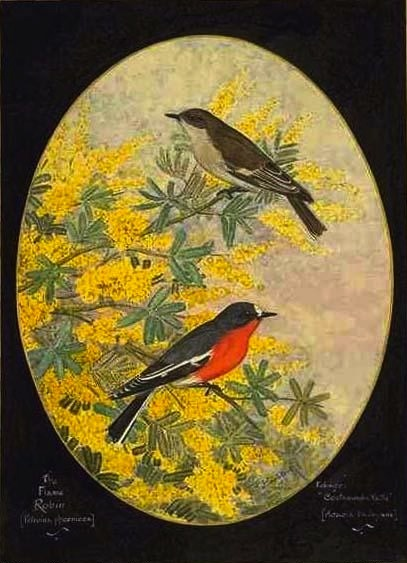
La petroica di fiamma in una tavola del 1931 di E. E. Gostelow.

Con una lunghezza di 12–14 cm, la petroica di fiamma è la specie australiana più grande del genere Petroica. Ha una struttura più snella delle altre specie del suo genere, con ali e collo relativamente lunghi e testa piccola. Il maschio è facilmente riconoscibile per il piumaggio rosso-arancio brillante di gola, petto e addome. La sommità del capo, la nuca, le copritrici auricolari, la parte posteriore del collo e i suoi lati sono di colore grigio scuro, e la regione oculare e il mento sono grigio-neri. Le piume grigie ai lati della sommità del capo possono essere miste anche ad altre di colore arancio sporco. Il resto delle regioni superiori, comprese ali, dorso e coda, è grigio scuro. Sopra il becco è presente una piccola macchia frontale bianca, e le barre alari e i lati esterni della coda sono bianchi. Le piume della parte posteriore dell'addome, i fianchi e la regione anale sono bianche con radici grigio-nere. La femmina è di un colore uniforme marrone chiaro, con le regioni inferiori camoscio chiaro. La parte posteriore dell'addome, i fianchi e la regione anale sono bianco sporco. Come nel maschio, le piume ai lati della sommità del capo possono essere miste ad altre di colore arancio sporco, che possono essere presenti anche tra le piume del petto. Sono presenti piccole macchie bianco sporco sulle ali e sopra il becco. Becco, zampe, piedi e artigli sono neri, e gli occhi marrone scuro. Una petroica di fiamma con la colorazione tipica delle femmina e il petto completamente giallo limone venne osservata in un piccolo stormo di questi uccelli nei pressi di Swansea, nella parte orientale della Tasmania, nel settembre del 1950.
I nidiacei sono ricoperti da un piumino grigio o marrone scuro, hanno il becco di colore variabile dal crema al grigio, l'interno della bocca color crema e la gola arancione. Il piumaggio dei giovani dopo la prima muta ricorda quello delle femmine adulte, ma la testa e le regioni superiori sono striate e leggermente più scure. Poco dopo essersi involati, effettuano un'altra muta, assomigliando sempre più a una femmina adulta. Sul petto dei maschi, in questo periodo, si possono trovare anche alcune piume arancioni. Nel corso del secondo anno di vita gli uccelli mutano per una terza volta: alcuni maschi, così, iniziano a somigliare agli adulti, mentre altri mantengono ancora un piumaggio da immaturo, di colore marrone. In questi ultimi può essere molto difficile determinare l'età e il sesso di appartenenza. Non abbiamo informazioni esatte su quale sia il periodo della muta, ma le remiganti primarie possono essere rimpiazzate in ogni periodo dei mesi estivi, tra dicembre e febbraio.
La sola colorazione, tuttavia, non basta a identificare correttamente la specie, dal momento che anche alcune petroiche scarlatte (P. boodang) possono avere il petto arancione, ma mentre i maschi di petroica scarlatta e di petroica fronterossa (P. goodenovii) hanno il petto rosso e la gola nera, nella petroica di fiamma la colorazione del petto si estende fino alla base del becco. Questa specie, inoltre, ha la costituzione un po' più snella e la testa più piccola della petroica scarlatta, ed è nettamente più grande della petroica fronterossa. Per quanto riguarda le femmine, la situazione diviene più complicata. Quelle della petroica fronterossa, della petroica pettorosa e della pertroica ventrerosa sono più piccole, con una lunghezza alare inferiore ai 7 cm, di dimensioni addirittura inferiori alle petroiche di fiamma più minute. La femmina della petroica scarlatta ha il petto di una tonalità rossa più pronunciata e la macchia sulla sommità del capo, sopra il becco, più prominente e di colore bianco, invece che bianco sporco.
I richiami della petroica di fiamma possono essere suddivisi in richiami forti e richiami deboli; i primi possono essere uditi fino a 150 m di distanza, mentre gli altri, spesso anche di minore durata, si odono solo entro un raggio di 30 m. I richiami forti costituiscono quasi il 90% dei vocalizzi emessi in primavera, estate e autunno, ma meno del 50% di quelli emessi tra maggio e luglio. Durante questo periodo i maschi cantano raramente, sebbene sia proprio in questo modo che difendono il proprio territorio. Il canto della petroica di fiamma è più vario e complesso di quello della petroica scarlatta ed è stato descritto come il più melodioso tra tutti quelli delle specie di Petroica. È costituito da una serie di note discendenti, in gruppi di tre, paragonate al suono emesso dalle frasi you-may-come, if-you-will, to-the-sea («puoi venire, se vuoi, al mare») o you-are-not a-pretty-little-bird like-me («tu non sei un uccellino grazioso come me»). Questo canto viene emesso sia dai maschi che dalle femmine, spesso stando appollaiati su un punto bene in vista, come un albero o il palo di una staccionata. Questo richiamo viene utilizzato per attirare l'attenzione di un potenziale partner, nonché per annunciare l'arrivo del cibo al partner o ai piccoli. Il richiamo debole è stato descritto come una sorta di tlip, terp o pip e viene usato come richiamo di contatto nelle vicinanze del nido. In più, la femmina emette una specie di sibilo mentre si avvicina al nido, e il maschio è stato udito emettere un richiamo ansimante quando si mette in mostra attorno al nido.

## Distribuzione e habitat
La petroica di fiamma è diffusa nelle regioni temperate dell'Australia sud-orientale e in tutta la Tasmania, sebbene sia meno comune nel sud-ovest e nell'ovest dell'isola. Nel Victoria, è più comune sugli altopiani che a quote inferiori. Il suo areale si estende dalle piane di Adelaide e del Murray, attorno alla foce del fiume Murray, nell'angolo sud-orientale dell'Australia Meridionale, attraversa tutto il Victoria e si spinge fino alle South West Slopes e alle regioni meridionali del Nuovo Galles del Sud. Più a nord, è presente lungo la Grande Catena Divisoria e le sue pendici occidentali, nonché in poche località del Queensland sud-orientale. All'interno del proprio areale, ha abitudini generalmente migratorie, e in inverno si sposta dalle regioni alpine e subalpine fino alle pianure, sebbene l'areale di nidificazione e quello di svernamento si sovrappongano. Alcune testimonianze sembrano indicare che i maschi inizino a migrare vari giorni prima delle femmine. Non è chiaro in quale proporzione gli uccelli della Tasmania attraversino lo stretto di Bass per svernare nel Victoria. Gli uccelli che rimangono in Tasmania si allontanano dalle aree di nidificazione e si raggruppano in stormi non compatti che possono essere costituiti anche da quattordici esemplari. Essi lasciano queste aree a partire da agosto, e sembra che gli esemplari immaturi inizino prima a disperdersi. Una ricerca sul campo effettuata a Langwarrin, alla periferia di Melbourne, ha mostrato che in tale zona il clima non influisce sull'andamento demografico della popolazione ivi presente. Nel 2004, a causa del declino della popolazione negli ultimi 25 anni, gli studiosi dell'organizzazione internazionale BirdLife International hanno rivalutato lo stato di conservazione dell'animale da specie a rischio minimo a prossima alla minaccia. Il Governo Australiano continua a classificarla come specie a rischio minimo, pur sottolineandone il declino nelle zone ai margini dell'areale di svernamento; nell'Australia Meridionale e nel Victoria essa è divenuta piuttosto rara. In alcune aree di quest'ultimo Stato, comunque, è ancora comune. Si incontra frequentemente a quote elevate sulla Grande Catena Divisoria, specialmente nei boschetti sparsi di Eucalyptus pauciflora e in habitat simili, e durante l'estate, stagione della nidificazione, è una delle specie osservate più di frequente attorno alla cima del monte Macedon, a nord-ovest di Melbourne.
In primavera ed estate, la petroica di fiamma si incontra più spesso nelle foreste umide di eucalipto in aree montuose o collinari, specialmente sulla cima e sulle pendici, fino a 1800 m di quota. Generalmente predilige aree con più radure e meno sottobosco. In particolare predilige le foreste di alberi d'alto fusto dominate da Eucalyptus pauciflora, E. regnans, E. delegatensis, E. viminalis, E. obliqua, E. aggregata, E. dalrympleana, E. fastigata, E. radiata ed E. amygdalina. Occasionalmente si incontra nelle foreste pluviali temperate. In autunno e inverno, gli uccelli si spostano verso aree più aperte, come praterie e boscaglie aperte, tipo quelle dominate da E. camaldulensis, E. blakelyi, E. melliodora, E. microcarpa ed E. sideroxylon, ad altitudini inferiori.
Spesso le petroiche di fiamma si fanno più numerose nelle aree colpite di recente da incenti boschivi, ma si allontanano non appena il sottobosco ricresce. Possono anche dirigersi verso aree disboscate della foresta. Tuttavia, una ricerca sul campo svolta nella Foresta Statale di Boola Boola, nell'area centrale del Gippsland, ha rivelato che non si incontrano nelle zone dove la foresta ricresciuta è più fitta.

## Biologia
La petroica di fiamma nidifica sulla Grande Catena Divisoria e nelle zone a essa adiacenti, sugli altopiani della Tasmania e sulle isole dello stretto di Bass. In autunno, con l'arrivo della stagione fredda, la maggior parte degli esemplari si disperde verso le regioni pianeggianti, più calde, spingendosi fino alle regioni orientali dell'Australia Meridionale, al Queensland meridionale o (nel caso di alcuni individui della Tasmania) al Victoria, attraverso lo stretto di Bass. Gli uccelli che nella stagione calda nidificano a nord delle Blue Mountains, nel Nuovo Galles del Sud, tendono a trascorrere tutto l'anno nelle zone d'altopiano in cui risiedono. Al di fuori della stagione riproduttiva, le petroiche possono aggregarsi in stormi sciolti, ma generalmente vivono per tutto l'anno da sole o in coppia, specialmente durante la stagione degli amori nell'ultimo caso.
Quando sta appollaiata o va in cerca di cibo sul terreno, la petroica di fiamma mantiene una postura relativamente eretta, con il corpo piegato di 45° o meno sulla verticale e le ali tenute basse, al di sotto della coda. Vivace e irrequieta, talvolta sbatte alternativamente le ali anche quando è a terra. Il volo è veloce e molto ondulato.
La petroica di fiamma è un animale territoriale, che difende la propria area personale dalle intrusioni dei conspecifici e, dove presenti, anche delle petroiche scarlatte. A Nimmitabel, nel Nuovo Galles del Sud meridionale, gli esemplari migratori invadono e cercano di insediarsi all'interno delle aree dominate dalle petroiche scarlatte. Una volta insediatisi, tuttavia, nessuna specie domina sull'altra e si stabiliscono confini stabili. La petroica di fiamma ha nel proprio repertorio un certo numero di atteggiamenti di minaccia: uno di questi consiste nell'arruffare le piume del petto per mettere in evidenza il bianco della sommità del capo, dei disegni sulle ali e della superficie inferiore di queste ultime. Per difendere il proprio territorio, talvolta vola minacciosamente in direzione dell'avversario o canta per manifestare la propria presenza.

### Alimentazione
Come tutti i Petroicidi, la petroica di fiamma si nutre prevalentemente di insetti, che caccia tendendo loro agguati rimanendo eretta e immobile su un posatoio, scandagliando con gli occhi la lettiera di foglie circostante, e spesso tornando più volte a posizionarsi sullo stesso ramo, se la zona è favorevole, in attesa di altre prede. Generalmente viene avvistata in coppie (durante la stagione della nidificazione, in primavera ed estate) o in gruppi sciolti, nelle campagne aperte, in inverno, quando si nutre più comunemente al suolo. Una ricerca sul campo effettuata nelle Tablelands Meridionali del Nuovo Galles del Sud non ha riscontrato alcuna differenza significativa nelle abitudini alimentari di maschi e femmine della specie. Questo uccello è stato visto andare in cerca di insetti nei solchi sul terreno lasciati dagli aratri. A Deniliquin, una petroica di fiamma è stata vista picchiettare ripetutamente il terreno con una zampa per disturbare gli insetti sotterranei, per assalirli una volta usciti fuori; questo comportamento è stato osservato anche negli uccelli limicoli.
Rispetto alla petroica scarlatta, la petroica di fiamma si nutre di un maggior numero di insetti volanti. Il biologo Doug Robinson ha ipotizzato che la scarsità di questi ultimi in inverno sarebbe il motivo alla base del comportamento migratorio delle petroiche. Esse sono state viste in stormi composti da più specie in compagnia di altri piccoli Passeriformi insettivori, come petroiche scarlatte, petroiche dal cappuccio (Melanodryas cucullata), sassicole australiane facciabianca (Epthianura albifrons) e calandri neozelandesi (Anthus novaeseelandiae).
Tra gli insetti che costituiscono la dieta della petroica di fiamma figurano numerosi rappresentanti di molte famiglie di Coleotteri, vespe e formiche, Ditteri (Tabanidi e Asilidi), Emitteri e bruchi. Talvolta vengono catturati anche altri invertebrati, come ragni, millepiedi e lombrichi. Le piccole prede vengono inghiottite intere, mentre quelle più grandi vengono battute ripetutamente su una superficie dura per essere frantumate. In media queste ultime costituiscono solamente lo 0,5% delle prede, ma la percentuale oscilla tra l'1,8% in autunno e meno dello 0,2% in inverno.

### Riproduzione
Sono stati registrati diversi rituali di corteggiamento. In alcuni casi i maschi sono stati visti portare del cibo alle femmine. Il maschio atterra nei pressi di una femmina posta sul proprio posatoio, o le svolazza davanti. Durante il corteggiamento il maschio è stato visto anche correre avanti e indietro di fronte alla femmina, con la testa e le ali abbassate a celare le piume del petto. In entrambi i casi, è il maschio che va in cerca di una compagna. Le coppie sono generalmente monogame e i partner rimangono uniti fino alla morte di uno dei componenti, sebbene siano stati registrati anche casi di «divorzio».
Il periodo della nidificazione va da agosto a gennaio, e ciascuna coppia può riprodursi anche due volte a stagione. Il maschio propone alla femmina vari siti favorevoli alla costruzione del nido saltellando attorno all'area prescelta. Diversamente da altri Petroicidi, talvolta è la femmina a iniziare la scelta del luogo adatto. Ciascuna coppia impiega da uno a cinque giorni prima di trovare un sito adeguato. Della costruzione del nido si occupa unicamente la femmina. Generalmente la struttura è posta su un eucalipto, ma sul monte Wellington, in Tasmania, alcuni uccelli sono stati visti nidificare anche su alberi di Pinus radiata. Nella scelta del sito la petroica di fiamma è più versatile degli altri Petroicidi, e talvolta è stata vista nidificare anche in capanni.
Il nido è costituito da una profonda struttura a coppa fatta di morbidi fili di erba secca, muschio e corteccia. L'interno è rivestito con tela di ragno, piume e peli; la struttura è posta generalmente alla biforcazione di un ramo o in una fenditura del tronco, in una falesia o sugli argini di un fiume, di solito a pochi metri dal suolo. La covata è composta da tre o quattro uova bianche, deposte in sequenza. Esse, di 18×14 mm, hanno una tinta bluastra, grigiastra o marroncina e sono picchiettate da macchioline grigio-brune. Nel corso di uno studio sul campo effettuato nella foresta aperta di eucalipti di Nimmitabel è stato riscontrato che petroiche di fiamma e petroiche scarlatte scelgono siti differenti per la nidificazione: le prime prediligono le cavità degli alberi e le fenditure della corteccia, generalmente di Eucalyptus viminalis, a circa 4 m dal suolo, mentre le seconde nidificano più comunemente alle biforcazioni o sui rami di E. pauciflora, a circa 7 m dal suolo. Le petroiche di fiamma di questa località, dalle abitudini migratrici, hanno maggior successo nell'allevamento dei piccoli, ma il tasso di successo delle petroiche scarlatte è risultato inferiore rispetto a quello delle coppie di altri luoghi.
L'incubazione dura circa 17 giorni. I nidiacei sono inetti, come quelli di tutti i Passeriformi: nascono ciechi e glabri e il piumino inizia a svilupparsi sulla testa a partire dal secondo giorno. Gli occhi si aprono verso il sesto giorno e le remiganti primarie iniziano a svilupparsi verso il nono o decimo giorno. Per i primi tre giorni dopo la schiusa, solo la madre si occupa di nutrire i piccoli, con cibo procurato da lei stessa o dal padre. Quest'ultimo imbocca direttamente i piccoli a partire dal quarto giorno, e la madre continua a covare fino al settimo giorno. Nella dieta dei piccoli predominano mosche, farfalle, falene, bruchi e Coleotteri. Nel sito di Nimmitabel i piccoli della petroica di fiamma vengono nutriti con un maggior numero di insetti volanti rispetto a quelli di petroica scarlatta e potrebbe essere questo il motivo per cui le balie iniziano a riprodursi più tardi rispetto a quest'ultima. Entrambi i genitori collaborano a rimuovere i sacchi fecali dal nido. I genitori sono stati visti nutrire i piccoli fino a cinque settimane dopo che questi hanno lasciato il nido.
I nidi di petroica di fiamma possono essere parassitati dal cuculo coda a ventaglio (Cacomantis flabelliformis) e dal cuculo pallido (C. pallidus); le femmine di cuculo depongono le proprie uova nei nidi delle petroiche, che in seguito verranno accuditi da queste ultime come se fossero loro. Un piccolo di cuculo dalla coda a ventaglio è stato visto addirittura gettare fuori dal nido le uova dei suoi «fratelli» adottivi. Tra gli altri razziatori dei nidi ricordiamo il tordo-averla grigio (Colluricincla harmonica), il currawong bianco e nero (Strepera graculina) e il serpente bruno orientale (Pseudonaja textilis).